# Asilo de las Hermanitas de los Pobres (Pamplona)
El asilo de las Hermanitas de los Pobres fue un asilo de la ciudad española de Pamplona. En 2007, ya derribado, se construyó en el mismo terreno una residencia de ancianos.

## Descripción
Sito en lo que en la actualidad es la avenida de Guipúzcoa de la capital navarra, se construyó en 1887 para dar vivienda a las religiosas que habían vagado por diferentes edificios de la ciudad, sin encontrar hogar fijo. En la Guía del viajero en Pamplona (1904) de Fernando de Alvarado, se describe con las siguientes palabras:

Está situado este benéfico asilo á tres kilómetros de Pamplona, en la carretera de Irurzun. Bendijo y colocó la primera piedra el Ilmo. Ser. Dr. D. Antonio Ruiz Cabal, Obispo de la diócesis, en 20 de marzo de 1887, y dos años más tarde se instalaron en él las Hermanitas, que antes vivían dentro de la ciudad, en dos casas del Marqués de Cubas, en la plazuela de Recoletas, desde el año 1878. Levantó los planos de tan hermoso edificio el arquitecto provincial D. Florencio de Ansoleaga, y ocupa una extensión de tres hectáreas, teniendo su fachada unos 60 metros. Consta de planta baja y tres pisos, con suficientes departamentos para atender el cuidado de los ancianos de ambos sexos que en él se cobijan. El servicio está á cargo de 13 religiosas y un capellán.
(Alvarado, 1904, p. 88)